# 巴拿馬巴波亞
巴波亞（Balboa）是巴拿馬的法定貨幣。貨幣編號PAB。輔幣單位為分，1巴波亞=100分。巴波亞與美元等值。此外，在巴拿馬，美元也是流通貨幣。

## 流通中的貨幣

### 硬幣
- 1 分
- 5 分
- 1/10 巴波亞
- ¼ 巴波亞
- ½ 巴波亞
- 1 巴波亞
- 2 巴波亞

#### 紀念幣
- 5 巴波亞
- 10 巴波亞
- 20 巴波亞
- 50 巴波亞
- 75 巴波亞
- 100 巴波亞
- 150 巴波亞
- 200 巴波亞
- 500 巴波亞

### 紙幣
无流通紙幣，使用美元纸币。

## 外部連結
- 唐的世界硬币画廊：Panama
- 罗恩·怀斯的世界纸币：Panama 镜像网站
- 环球货币历史：Panama
- 《环球金融资料》货币历史表格（ 微软试算表格式）